# ホセ・イバール
ホセ・イバール・メディーナ（José Ibar Medina , 1969年5月6日 - ）は、キューバ共和国サンティアーゴ・デ・クーバ州ソンゴ・ラマヤ出身の元野球選手（投手）。右投げ右打ち。愛称は"Cheo"（チェオ）。

## 経歴
1986-1987シーズンからキューバ国内リーグ"セリエ・ナシオナル・デ・ベイスボル"のバケーロス・デ・ラ・アバナに所属。
1994-1995シーズンに14勝を記録、最多勝のタイトルを獲得した。
1995年に初めてキューバ代表に加わり、同年10月の第12回インターコンチネンタルカップに登板した。
1997-1998シーズン前に減量に取り組み、このシーズンは「壊滅的なスライダー」と速球のコンビネーションが冴え、196.1回を投げてキューバリーグ史上初となる20勝（2敗）を記録した他、防御率1.51・189奪三振（50与四球）で最多奪三振、最優秀防御率、最多勝の投手三冠タイトルを独占した。
1998-1999シーズンは193.0回を投げて18勝2敗・防御率2.28・158奪三振（53与四球）で2年連続最多勝のタイトルを獲得、最優秀投手も2年連続で受賞した。
1999年3月28日にキューバ代表としてハバナのエスタディオ・ラティーノアメリカーノで開催された歴史的なボルチモア・オリオールズとの親善試合の第1戦に先発したが、2回にチャールズ・ジョンソンに先制の2点本塁打を浴びて降板した。
2000年9月のシドニーオリンピック野球キューバ代表として予選リーグでアメリカ合衆国相手に7回を無失点・10奪三振の好投をしたものの、再戦した決勝戦では中継ぎ投手として3.1回を投げて3失点の内容で、チームはベン・シーツに完封されて銀メダルに終わった。
2001-2002シーズンは129.1回を投げ、防御率1.81・11勝3敗・142奪三振（35与四球）の好成績を残した。2002年11月の第15回インターコンチネンタルカップでは19.2回で24奪三振・1自責点とチームで最も優秀な成績を残し、先発投手のベストナインに輝いた。
2003-2004シーズンは2試合に登板した後、規律違反を理由にチーム名簿から除外された。2004年にアメリカ合衆国への亡命未遂で逮捕され、国内リーグから永久追放された。逮捕時に銃を不法所持していたと伝えられている。

## 詳細情報

### 年度別投手成績 （2000-01年以降）
| 年 度     | 球 団     | 登 板 | 先 発 | 完 投 | 完 封 | 無 四 球 | 勝 利 | 敗 戦 | セ 丨 ブ | ホ 丨 ル ド | 勝 率 | 打 者 | 投 球 回 | 被 安 打 | 被 本 塁 打 | 与 四 球 | 敬 遠 | 与 死 球 | 奪 三 振 | 暴 投 | ボ 丨 ク | 失 点 | 自 責 点 | 防 御 率 | W H I P |
| --------- | --------- | ----- | ----- | ----- | ----- | -------- | ----- | ----- | -------- | ----------- | ----- | ----- | -------- | -------- | ----------- | -------- | ----- | -------- | -------- | ----- | -------- | ----- | -------- | -------- | ------- |
| 2000-2001 | HAB       | 7     | 6     | 0     | 0     | --       | 3     | 1     | 0        | --          | .750  | 154   | 35.1     | 36       | 3           | 16       | 0     | 0        | 44       | 2     | 0        | 19    | 16       | 4.08     | 1.47    |
| 2001-2002 | HAB       | 17    | 17    | 5     | 1     | --       | 11    | 3     | 0        | --          | .786  | 510   | 129.1    | 95       | 2           | 35       | 2     | 4        | 142      | 9     | 0        | 29    | 26       | 1.81     | 1.01    |
| 2002-2003 | HAB       | 3     | 3     | 0     | 0     | --       | 0     | 1     | 0        | --          | .000  | 47    | 9.1      | 16       | 1           | 4        | 0     | 0        | 6        | 0     | 0        | 13    | 13       | 12.54    | 2.14    |
| 2003-2004 | HAB       | 2     | 2     | 0     | 0     | --       | 1     | 0     | 0        | --          | 1.000 | 26    | 7.0      | 5        | 0           | 1        | 0     | 0        | 11       | 0     | 0        | 0     | 0        | 0.00     | 0.86    |
| 通算：4年 | 通算：4年 | 29    | 28    | 5     | 1     | --       | 15    | 5     | 0        | --          | .750  | 737   | 181.0    | 152      | 6           | 56       | 2     | 4        | 203      | 11    | 0        | 61    | 55       | 2.73     | 1.15    |

- キューバで通常用いられる個人通算成績は、プレーオフや選抜リーグなども合算するため、この表の合計とは一致しない

### 選抜含むキューバリーグ通算投手成績
18シーズン　173勝100敗　防御率3.45　与四球率2.74　奪三振率6.49　被本塁打率0.49　WHIP1.25
366試合　303先発　2371.0回　723与四球（敬遠45）　126与死球　1709奪三振　129被本塁打

### 獲得タイトル・表彰
CNS
- 最多勝：3回 （1995年、1998年、1999年）
- 最優秀投手：3回 （1995年、1998年、1999年）
- 最優秀防御率：1回 （1998年）
- 最多奪三振：1回 （1998年）

国際大会
- 第15回インターコンチネンタルカップ先発投手ベストナイン （2002年）